# 박재민 (1967년)
박재민(朴宰民, 1967년 ~ )는 대한민국의 제43대 국방부 차관이다.

## 학력
- 영동고등학교 졸업
- 서강대학교 정치외교학 학사
- 존스 홉킨스 대학교 대학원원 석사

## 경력
- 국방부 군사보좌관 정책관리팀장
- 청와대 통일외교안보정책수석실 행정관
- 국방부 조직관리담당관
- 국방부 예산편성담당관
- 국방부 전력자원관리실 시설기획환경과장
- 국방부 군사시설기획관
- 국방부 전력자원관리실장[1]